# Славенска, Мия
Ми́я Славе́нска, урождённая Чо́рак (англ. Mia Slavenska (Čorak); 20 февраля 1916 — 5 октября 2002) — американская балерина и педагог сербского происхождения, солистка «Русского балета Монте-Карло» в 1938—1952 и 1954—1955 годах.

## Биография
Мия родилась в Австро-Венгрии, в городе Брод-на-Саве в семье фармацевта Милана Чорака и его жены, домохозяйки Гедвиги Чорак. Когда дочери исполнился год, семья переехала в Загреб. Там Мия училась балету у Жозефин Вайс (Josefine Weiss) и русской эмигрантки, балерины Большого театра и «Русских сезонов» Дягилева Маргариты Фроман. Выходя на сцену с пятилетнего возраста, уже в шестнадцать лет она стала прима-балериной балетной труппы Белградской Оперы. Некоторое время занималась в Вене у Лео Дюбуа (Leo Dubois).
Переехав в Париж в 1937 году, взяла себе «русский» псевдоним Славенска — вероятно, образованный от «югославенская», так как была из Югославии, либо по названию родного города, переименованного в 1934 году в Славонски-Брод. В том же году снялась в двух фильмах — у Марселя Л’Эрбье в «Огненных ночах» и у Жан Бенуа-Леви и Мари Эпштейн в «Умирающем лебеде».
Занималась у Брониславы Нижинской и других русских педагогов. В 1938 году поступила в «Русский балет Монте-Карло». Вместе с Марковой, Даниловой и Тумановой была ведущей балериной труппы.
В 1944 году организовала в Голливуде собственную труппу Ballet Variante, просуществовавшую некоторое время. В начале 1950-х годов (1952 году), когда «Балет Монте-Карло» прекратил свою деятельность, вместе с Фредериком Франклином организовала труппу Slavenska Franklin Ballet Company, просуществовавшую три года и закрывшуюся по экономическим причинам. Наиболее значительной их постановкой был балет «Трамвай „Желание“» по одноимённой пьесе Теннесси Уильямса (1952, хореограф Валери Беттис, Театр Её Величества, Монреаль), в котором Миа исполнила роль Бланш Дюбуа.
После того, как Франклин по просьбе импресарио Сержа Денема вновь собрал труппу «Русских балетов», танцевала там некоторое время, пока Денем не стал усиленно продвигать Нину Новак. Во второй половине 1950-х годов танцевала в Лондонском фестивальном балете у Антона Долина и Алисии Марковой.
Среди партнёров были Олег Тупин, Фредерик Франклин и Милорад Мишкович, с которым она составляла известную балетную пару того времени.

### Педагогическая деятельность
В 1938 году во время гастролей «Русского балета Монте-Карло» по Калифорнии открыла собственную балетную студию в Лос-Анджелесе. Там среди её учениц были сёстры Мария и Марджори Толчиф. После войны (с 1960 года[уточнить]) имела небольшую студию в Нью-Йорке, где среди её учениц была Люсинда Чайлдс. Последняя называла Славенску «замечательным педагогом русской школы», которая «занималась с нами серьёзно, была строга и требовала, чтобы мы точно выполняли её указания». Переехав в Лос-Анджелес, преподавала в Калифорнийском университете (1969—1983) и в частном Калифорнийском институте искусств (1970—1983).
Также в течение трёх лет руководила балетной труппой Texas’s Fort Worth Civic Ballet.

### Личная жизнь
В 1946 году вышла замуж за актёра Курта Неймана (ум. 1983), у супругов родилась дочь Мария. В 1947 году получила американское гражданство.

## Репертуар
Русский балет Монте-Карло
- Жизель, «Жизель» Адольфа Адана
- 1938 — принцесса Анастасиюшка, «Богатыри» Леонида Мясина на музыку Александра Бородина (Алёша Попович — Фредерик Франклин)
- ? — «Эльфы» Михаила Фокина на музыку Феликса Мендельсона

Slavenska Franklin Ballet Company
- 1952 — Бланш Дюбуа, «Трамвай „Желание“», хореография Валери Беттис[англ.] (Театр Её Величества[англ.], Монреаль)

## Фильмография
- 1937 — Балерина, «Огненные ночи», режиссёр Марсель Л’Эрбье.
- 1937 — Натали Карен, «Умирающий лебедь[англ.]» («Балерина»), режиссёры  Жан Бенуа-Леви[фр.] и Мари Эпштейн[англ.], хореография Сержа Лифаря